# Aphanasium variegatum
Aphanasium variegatum là một loài bọ cánh cứng trong họ Cerambycidae.